# أدريان مارتين
أدريان مارتين (بالإنجليزية: Adrienne Martyn)‏ هي مصورة نيوزيلندية، ولدت في 1950 في ويلينغتون في نيوزيلندا.

## وصلات خارجية
- الموقع الرسمي